# Francesco Bandarin
Francesco Bandarin (Venecia, 26 de diciembre de 1950) es un arquitecto italiano, director del Centro del Patrimonio Mundial de 2000 a 2010 y subdirector general de Cultura de la Unesco de 2010 a 2018.

## Biografía
Es licenciado en arquitectura por el Instituto Universitario de Arquitectura de Venecia y en urbanismo por la Universidad de California en Berkeley.
Como director del Centro del Patrimonio Mundial de la Unesco, Francesco Bandarin ha sido responsable de la aplicación de la Convención sobre la Protección del Patrimonio Mundial Cultural y Natural y, como tal, ha coordinado las actividades institucionales que rigen la inscripción de sitios en la Lista del Patrimonio Mundial.
Durante estos años, el Centro ha puesto en marcha programas temáticos (patrimonio forestal, patrimonio de interés religioso, pequeños estados insulares, sitios marinos, ciudades históricas...) y ha fomentado la creación de centros de investigación y formación en Baréin, Brasil, China, India, Italia, México y Sudáfrica.
Francesco Bandarin también abogó por la conservación del patrimonio urbano desde una perspectiva más amplia. La Recomendación sobre el paisaje urbano histórico, adoptada por la Conferencia General de la Unesco el 10 de noviembre de 2011, validó esta iniciativa. Según este texto, la Unesco considera que «para defender la protección del patrimonio natural y cultural ha de hacerse hincapié en la necesidad de integrar estrategias de conservación, gestión y ordenación de conjuntos históricos urbanos en los procesos de desarrollo local y planificación urbana, como los asociados a la arquitectura contemporánea y la creación de infraestructuras, y que la aplicación de un planteamiento paisajístico contribuiría a mantener la identidad urbana».
Bajo su liderazgo, como subdirector general, el sector de la cultura de la Unesco ha sido el punto de partida de iniciativas que han contribuido sobre todo a hacer de la cultura una cuestión de pleno derecho para el desarrollo sostenible.
Esto condujo a que, el 17 de mayo de 2013, se aprobara la Declaración de Hangzhou («Situar la cultura en el centro de las políticas de desarrollo sostenible»).
También encontramos esta orientación en el primer Informe mundial de la Unesco sobre la Cultura para el desarrollo urbano sostenible («Cultura: Futuro Urbano»), presentado el 18 de octubre de 2016 durante la 3.ª Conferencia de las Naciones Unidas sobre la Vivienda y el Desarrollo Urbano Sostenible (Hábitat III).
El 12 de diciembre de 2017, la Unesco y la Organización Mundial del Turismo firmaron conjuntamente la Declaración de Mascate sobre turismo y cultura («Fomentar el desarrollo sostenible»). El turismo, si se controla, puede ser un medio para «promover el diálogo intercultural, crear oportunidades de empleo, frenar la migración rural y alimentar un sentimiento de orgullo en las comunidades de acogida».
Francesco Bandarin interviene con regularidad en los medios de comunicación, cuando los bienes culturales están amenazados. También presenta cada mes, en Il Giornale dell'Arte, un sitio del Patrimonio Mundial.
En 2014, presidió el jurado de la Bienal de Arquitectura de Venecia. En 2019 y 2020, presidió el jurado mundial del Prix Versailles.

## Libros de Francesco Bandarin
- (en inglés) The Historic Urban Landscape: Managing Heritage in an Urban Century (con Ron van Oers), Chichester, Wiley, 2012 ISBN 978-0-470-65574-0.
- (en inglés) Reconnecting the City: The Historic Urban Landscape Approach and the Future of Urban Heritage (con Ron van Oers), Chichester, Wiley, 2014 ISBN 978-1-118-38398-8.
- (en inglés) Reshaping Urban Conservation: The Historic Urban Landscape Approach in Action (con Ana Pereira Roders), Nueva York, Springer Publishing, 2019 ISBN 978-981-10-8887-2.

## Condecoraciones
- Gran Oficial de l'Orden al Mérito de la República Italiana (2012)[19]